# Stevenage Football Club
Stevenage Football Club (como Stevenage Borough Clube de Futebol até 2010) é um clube inglês de futebol, com sede em Stevenage, Hertfordshire. O clube participa atualmente na Football League One, a terceira divisão do futebol inglês. Eles jogam seus jogos em casa no Lamex Stadium em Stevenage.

## História
Fundado em 1976 após o fim do antigo clube da cidade, juntou-se à United Counties League em 1980 e fez sucesso instantâneo, ganhando a United Counties League Division One e a United Counties League Cup no primeiro ano de formação do clube. Após três promoções em quatro temporadas no início dos anos 90, o clube foi promovido para a Conference National, em 1994. Apesar de ganhar o campeonato na temporada 1995-1996, o clube teve negada a promoção para a Football League Two por não terem infra-estrutura necessária para jogar a 4ª divisão. Stevenage foi finalmente promovido a League Two depois de vencer a Conference National na temporada 2009-10. Ao garantir a permanência na Football League, o clube retirou a palavra 'Borough' de seu nome oficial. Stevenage ganhou promoções consecutivas quando bateu o Torquay United por 1x0 em Old Trafford na Final do Play-off da temporada 2010-11.
O clube também tem tido sucesso em taças nacionais nos últimos anos, tornando-se a primeira equipe a vencer uma final competitiva no novo Estádio de Wembley , em 2007, batendo Kidderminster Harriers por 3x2 para levantar o FA Trophy na frente de um público recorde de 53.262. O clube ganhou a competição novamente em 2009, batendo York City por 2x0 na final.

## Jogador do ano
Votado pela Associação de Apoiadores e donos de permanentes dos ingressos.